# Мньямпала, Матиас
Матиас Э. Мньямпала (суахили Mathias E. Mnyampala; 1917, Мунтундия — 8 июня 1969, Додома) — танзанийский писатель, поэт и юрист. Мньямпала писал на суахили, лингва-франка Восточной Африки, а не на сигого, родном языке его этнической группы.

## Биография и творчество
Согласно личному учетному листу от 1956 года, Мнямпала родился 18 ноября, но в автобиографии он написал, что точно знает только год. Он родился в деревне Мунтундия, расположенной в Ихумве в районе Чамвино в регионе Додома, в то время бывшем частью Германской Восточной Африки.
Мнямпала написал более 25 книг. Среди них была Historia, mila, na desturi za Wagogo, история народа гого, составленная по заказу британского колониального правительства. Эта книга была переведена на английский язык Грегори Х. Мэддоксом и опубликована в 1995 году под названием «Гого: история, обычаи и традиции».
Матиас Э. Мньямпала работал налоговым клерком в местном казначействе в Додоме во время колониального владычества. Он намеревался объехать весь регион Угого, чтобы собрать налоги и провести перепись населения и его имущества. С этой целью вступил в контакт с Ватеми, традиционными вождями и призывателями дождя народа гого, которые и позволили ему написать эту историческую книгу, предоставив устные источники для десятилетней работы. Как автор Мньямпала был пионером этноисторического направления на языке суахили в начале 1940-х годов и одновременно надёжным связным между антиколониальным движением, ставшим партией «Африканский национальный союз Танганьики» (ТАНУ) и Ватеми.
После обретения Танганьикой независимости в 1961 году Матиас Э. Мньямпала продолжил свою административную карьеру в судебной системе в качестве магистрата. Его прежние симпатии к ТАНУ и литературный талант позволили ему стать национальным председателем ассоциации суахилиязычных поэтов под названием Usanifu wa Kiswahili na Ushairi Tanzania (UKUTA). Этот союз отвечал за содействие распространению суахили, официального языка новой танзанийской нации, путем обучения народных масс классическим формам поэзии суахили.

## Избранная библиография
- Historia, mila, na desturi za Wagogo wa Tanganyika. — Eagle Press, 1954.
- Utenzi wa Enjili Takatifu. — Ndanda Mission Press, 1962.
- Diwani ya Mnyampala (Vol. 5). — East African Literature Bureau, 1963.
- Ngonjera za ukuta. — Oxford University Press, 1970.
- The Gogo: History, Customs, and Traditions. — Sharpe, 1995.
- Historia ya Hayati Sheikh Kaluta Amri Abedi (1924-1964). — Ahmadiyya Mission Press, 2011. — ISBN 9789976891645.
- Maisha ni kugharimia :  [суахили]. — 1st Edition. — Paris, France : DL2A - Buluu Publishing, 2013. — ISBN 9791092789027. [Google Books]
- Mnyampala, M. E. (2014). Ugogo na ardhi yake. DL2A — Buluu Publishing. France. ISBN 9791092789201. 112 p. [Google Books]